# ۱۹۹۰

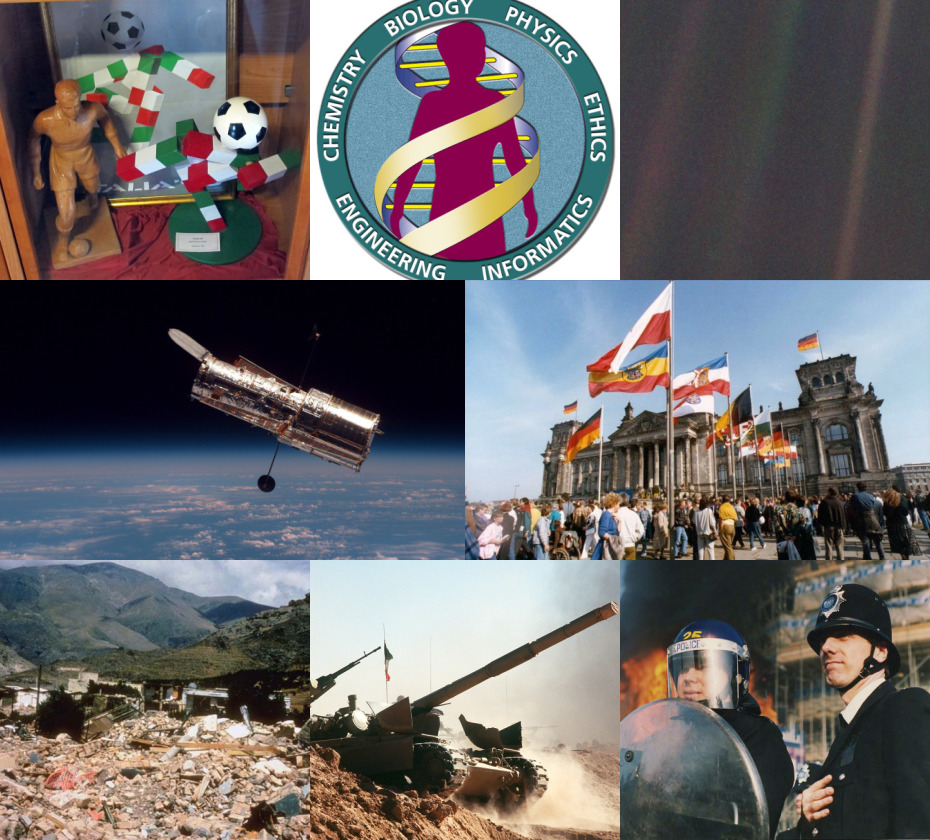

۱۹۹۰ هزار و نهصد و نودمین سال از گاه‌شماری میلادی.بر اساس تقویم گریگوری سال مذکور یک سال عادی با ۳۶۵ روز بود.

## رویداد‌ها
- تشکیل کشور جمهوری یمن از اتحاد دو کشور یمن جنوبی و یمن شمالی.
- اتحاد آلمان و فروپاشی - آلمان شرقی.
- چهاردهمين دوره جام جهانی فوتبال ۱۹۹۰

## زادروزها
- ۹ آوریل - کریستن استوارت، بازیگر آمریکایی
- ۱۵ آوریل - اما واتسون، بازیگر انگلیسی
- ۲۰ دسامبر - جوجو، ترانه‌سرا، خواننده و بازیگر آمریکایی
- ۱۳ ژانویه - لیام همسورث، بازیگر استرالیایی
- ۲۲ ژانویه - الیزه کورنه، بازیکن تنیس فرانسوی
- ۳ فوریه - شان کینگستون، خواننده جامائیکایی
- ۱۰ فوریه - چویی سو یونگ، بازیگر و خواننده اهل کره جنوبی
- ۱۸ فوریه - پارک شین-هه، بازیگر، خواننده، و مدل اهل کره جنوبی
- ۲۷ فوریه - مگان یونگ، بازیگر و مدل فیلیپینی
- ۴ مارس - آندریا بوون، بازیگر آمریکایی
- ۱۴ مارس - جو آلن، بازیکن فوتبال بریتانیایی
- ۲۰ مارس - مارکوس روخو، بازیکن فوتبال آرژانتینی
- ۲۵ مارس - کیووا گوردون، بازیگر آمریکایی
- ۲ آوریل - میرالم پیانیچ، بازیکن فوتبال اهل بوسنی و هرزگوین
- ۶ آوریل - چارلی مک‌درموت، بازیگر آمریکایی
- ۲۳ آوریل - دو پتل، بازیگر بریتانیایی
- ۳۰ آوریل - مدیسون ریلی، بازیگر آمریکایی
- ۲ مه - کی پانابیکر، بازیگر آمریکایی
- ۱۲ ژوئن - جرو هالیدی، بازیکن بسکتبال و ورزشکار آمریکایی
- ۱۳ ژوئن - آرون تایلر-جانسون، بازیگر بریتانیایی
- ۲۸ ژوئن - جاسمین ریچاردز، بازیگر و خواننده کانادایی
- ۲ ژوئیه - مارگو رابی، بازیگر استرالیایی
- ۱۵ ژوئیه - دیمین لیلارد، بازیکن بسکتبال و ورزشکار آمریکایی
- ۲۶ ژوئیه – خسوس ارادا، دوچرخه‌سوار اهل اسپانیا
- ۹ اوت - آدلاید کین، بازیگر استرالیایی
- ۱۲ اوت - ماریو بالوتلی، فوتبالیست ایتالیایی
- ۱۵ اوت - جنیفر لارنس، بازیگر آمریکایی
- ۲۰ اوت - رانومی کروموویدیویو، شناگر هلندی
- ۲۱ اوت - بو بورنهام، بازیگر و فیلمنامه‌نویس آمریکایی
- ۲۳ اوت – آندری کورشکوف، رزمی‌کار اهل روسیه
- ۲۹ اوت - نیکول گیل اندرسون، بازیگر آمریکایی
- ۴ سپتامبر - دنی ورسنوپ، خواننده-ترانه‌سرا، موسیقی‌دان، و ترانه‌سرا بریتانیایی
- ۶ سپتامبر - جان وال، بازیکن بسکتبال و ورزشکار آمریکایی
- ۱۱ اکتبر – آلسیو تالیانی، دوچرخه‌سوار اهل ایتالیا
- ۱۲ اکتبر - آنری لنسبوری، بازیکن فوتبال بریتانیایی
- ۱۶ اکتبر - یوهانا، خواننده ایسلندی
- ۱۸ اکتبر - کارلی شرودر، بازیگر آمریکایی
- ۲۱ اکتبر - ریکی روبیو، بازیکن بسکتبال و ورزشکار اسپانیایی
- ۲۴ اکتبر - ایلکای گوندوغان، بازیکن فوتبال آلمانی
- ۲۷ اکتبر – احمد زریق، بازیکن فوتبال اهل لبنان
- ۲۹ اکتبر - اریک سعاده، خواننده سوئدی
- ۲ نوامبر - کندال اشمیت، خواننده، بازیگر، و ترانه‌سرا آمریکایی
- ۴ نوامبر - ژان-لوک بیلدو، بازیگر کانادایی
- ۱۵ نوامبر - کاناتا هونگو، بازیگر و مدل ژاپنی
- ۲۴ نوامبر - سارا هایلند، صداپیشه و بازیگر آمریکایی
- ۲۹ نوامبر - دیه‌گو بونتا، بازیگر و خواننده مکزیکی
- ۳۰ نوامبر - ماگنوس کارلسن، بازیکن شطرنج نروژی
- ۱ دسامبر - شانل ایمان، مدل آمریکایی
- ۳ دسامبر - شارون فیچمن، بازیکن تنیس و ورزشکار کانادایی
- ۲۷ دسامبر - میلوش رائونیچ، بازیکن تنیس کانادایی
- ۲۸ دسامبر - دیوید آرچولتا، خواننده آمریکایی

## مرگ‌ها
- ۵ ژانویه - آرتور کندی (بازیگر)، بازیگر آمریکایی (ز. ۱۹۱۴)
- ۶ ژانویه - پاول چرنکوف، فیزیک‌دان اهل شوروی (زاده ۱۹۰۴)
- ۱۹ ژانویه - اشو، عارف، گورو و فیلسوف هندی(زاده ۱۹۳۱)
- ۵ مارس - گری مریل، بازیگر آمریکایی (ز. ۱۹۱۵)
- ۲۰ مارس - لو یاشین، دروازه‌بان، بازیکن هاکی روی یخ، بازیکن فوتبال، و ورزشکار اهل شوروی (ز. ۱۹۲۹)
- ۲ آوریل - آلدو فابریتسی، فیلمنامه‌نویس، بازیگر، و کارگردان ایتالیایی (ز. ۱۹۰۵)
- ۷ آوریل - رونالد اوانز، افسر، مهندس، و فضانورد آمریکایی (ز. ۱۹۳۳)
- ۸ آوریل - رایان وایت، نوجوان آمریکایی مبتلا به بیماری ایدز (زاده ۱۹۷۱)
- ۱۵ آوریل - گرتا گاربو، بازیگر و معمار سوئدی (ز. ۱۹۰۵)
- ۲۲ آوریل - آلبر سلمی، بازیگر آمریکایی (ز. ۱۹۲۸)
- ۲۳ آوریل - پائولت گدارد، تهیه‌کننده و بازیگر آمریکایی (ز. ۱۹۱۰)
- ۲۵ آوریل - دکستر گوردون، آهنگساز آمریکایی (ز. ۱۹۲۳)
- ۶ مه - چارلز فارل، بازیگر آمریکایی (ز. ۱۹۰۱)
- ۸ مه - لوئیجی نونو، آهنگساز ایتالیایی (زاده ۱۹۲۴)
- ۲ ژوئن - رکس هریسون، بازیگر بریتانیایی (ز. ۱۹۰۸)
- ۴ ژوئن - جک گیلفورد، بازیگر آمریکایی (ز. ۱۹۰۸)
- ۲۹ ژوئن - اروینگ والاس، نویسنده و فیلمنامه‌نویس آمریکایی (ز. ۱۹۱۶)
- ۸ ژوئیه - هاوارد داف، بازیگر آمریکایی (ز. ۱۹۱۳)
- ۲۶ ژوئیه - آلبرت رز، مهندس سیستم‌های تصویری و مخترع آمریکایی شرکت آر سی ای  (زاده ۱۹۱۰)
- ۲۹ ژوئیه - برونو کرایسکی، سیاست‌مدار و دیپلمات اتریشی (ز. ۱۹۱۱)
- ۹ اوت - جو مرکر، بازیکن فوتبال بریتانیایی (ز. ۱۹۱۴)
- ۱۷ اوت - پرل بیلی، بازیگر و خواننده آمریکایی (ز. ۱۹۱۸)
- ۴ سپتامبر - آیرین دان، بازیگر آمریکایی (ز. ۱۸۹۸)
- ۷ سپتامبر - رینالدو آرناس، نمایش‌نامه‌نویس، نویسنده و شاعر کوبایی (زاده ۱۹۴۳)
- ۲۶ سپتامبر - آلبرتو موراویا، ژورنالیست، نویسنده، و سیاست‌مدار ایتالیایی (ز. ۱۹۰۷)
- ۳۰ سپتامبر - پاتریک وایت، نویسنده استرالیایی (ز. ۱۹۱۲)
- ۱ اکتبر - کورتیس له‌می، افسر آمریکایی (ز. ۱۹۰۶)
- ۱۴ اکتبر - لنارد برنستاین، رهبر ارکستر موسیقی کلاسیک در جهان (زاده ۱۹۱۸)
- ۲۲ اکتبر - لوئی آلتوسر، سیاست‌مدار و فیلسوف فرانسوی (ز. ۱۹۱۸)
- ۳ نوامبر - مری مارتین، موسیقی‌دان، بازیگر، و خواننده آمریکایی (ز. ۱۹۱۳)
- ۵ نوامبر - میر کاهان، سیاست‌مدار آمریکایی (ز. ۱۹۳۲)
- ۱۲ نوامبر - ایو آردن، بازیگر آمریکایی (ز. ۱۹۰۸)
- ۱۷ نوامبر - رابرت هافستاتر، فیزیک‌دان آمریکایی (ز. ۱۹۱۵)
- ۱۷ نوامبر - دیوید وایت، بازیگر سینما و تلویزیون آمریکایی (زاده ۱۹۱۶)
- ۲۳ نوامبر - رولد دال، داستان‌نویس و فیلم‌نامه‌نویس بریتانیایی (زاده ۱۹۱۶)
- ۱ دسامبر - سرجو کوربوچی، فیلمنامه‌نویس، تهیه‌کننده، و کارگردان ایتالیایی (ز. ۱۹۲۷)
- ۱۳ دسامبر - آلیس ماربل، بازیکن تنیس آمریکایی (ز. ۱۹۱۳)
- ۱۸ دسامبر - ان رویر، بازیگر آمریکایی (ز. ۱۹۰۳)